# Gennadi Tsjoerilov
Gennadi Stanislavovitsj Tsjoerilov (Russisch: Геннадий Станиславович Чурилов) (Magnitogorsk, 5 mei 1987 – Jaroslavl, 7 september 2011) was een Russisch ijshockeyer. Tsjoerilov speelde sinds het begin van zijn professionele carrière in 2005 bij Lokomotiv Jaroslavl.
Op 7 september 2011 was Tsjoerilov een van de inzittenden van Jak-Service-vlucht 9633, een chartervlucht die neerstortte tijdens het opstijgen.